# Метью Квінн
Метью Квінн (англ. Matthew Quinn; нар. 17 квітня 1976) — південноафриканський легкоатлет, який спеціалізувався в бігу на короткі дистанції.

## Спортивні досягнення
Учасник змагань з бігу на 100 метрів на Олімпіаді-2000, в яких зупинився на чвертьфінальній стадії.
Чемпіон світу з естафетного бігу 4×100 метрів (2001). Фіналіст (6-е місце) змагань з естафетного бігу 4×100 метрів на чемпіонаті світу (1999).
Фіналіст (6-е місце) змагань з бігу на 100 метрів на Африканських іграх (1999).
Срібний (з естафетного бігу 4×100 метрів) та бронзовий (з бігу на 100 метрів) призер Універсіади (1999).
Чемпіон ПАР з бігу на 100 метрів (1998, 2000) та 200 метрів (2000).